# Radio Centraal (Weststellingwerf)
Radio Centraal is een lokaal radiostation gelegen in Noordwolde (gemeente Weststellingwerf). Het eerste officiële programma van Radio Centraal ging op 27 februari 1981 de lucht in, en is daarmee een van de oudste lokale omroepen in Nederland. Al bijna vanaf het begin werd er gebruik gemaakt een horizontale programmering op de zaterdag en zondag om een hogere luisterdichtheid te genereren. Op Radio Centraal wordt veel lokaal nieuws gepresenteerd. In de eerste paar jaren van hun bestaan, was Radio Centraal een piratenzender. In 1982 werd de eerste officiële stappen gezet om een legale status te bemachtigen. Deze zendmachtiging werd echter pas in 1988 verkregen.
Initieel waren de grenzen van het luistergebied klein, maar door de jaren heen is het flink gegroeid. De omroep is te beluisteren in de gemeente Weststellingwerf, de gemeente Heerenveen en een deel van de gemeente De Friese Meren. Het radiostation is te beluisteren via 2 frequenties in ether, FM 107,4 MHz voor Noordwolde en op FM 105,0 MHz in Wolvega en omstreken. Radio Centraal heeft ook een tv-zender welke via verschillende providers te bekijken is.